# Opéra-comique

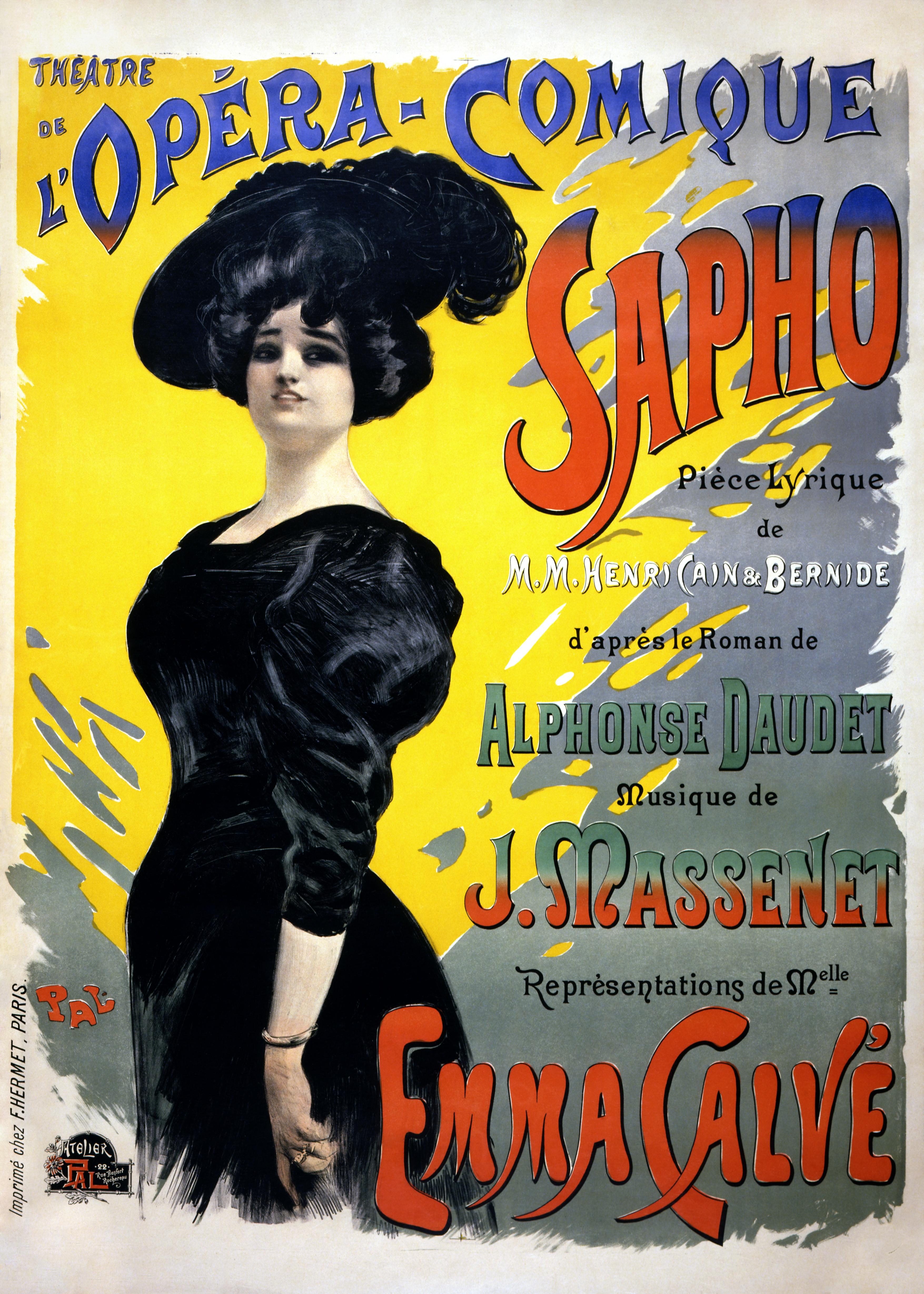
Cartel de la opéra-comique Sapho de Massenet.

La opéra-comique («ópera cómica») es un género lírico surgido en el siglo XVIII a partir de la comédie-ballet. Surge en París, dentro de las representaciones populares por las fiestas anuales de San Lorenzo y San Germán, cuando se autorizaba el canto (que durante un tiempo estuvo prohibido). Con el tiempo, se creará un teatro dedicado exclusivamente al género, el Teatro Nacional de la Opéra-Comique.
La opéra-comique se distingue de la Grand opéra por su tono siempre jocoso, dirigido a un público popular. Se alternan los diálogos y las escenas cantadas, sin recitativos. La opéra-comique aborda asuntos de la vida cotidiana y a menudo inspira sus libretos en asuntos contemporáneos y de actualidad.

## Diferencias entre la ópera cómica y la ópera seria
1. La temática es más variada y en lugar de buscar representar las pasiones humanas en personajes de la historia antigua pretende representar personajes en un ambiente familiar contemporáneo.
2. La producción es menos costosa al igual que los precios de las entradas.
3. Respecto de su forma, casi nunca encontramos arias da capo. Hay más dúos o conjuntos vocales.
4. Respecto de las voces, desaparecen los castrati y se desarrollan nuevos tipos, como el característico bajo ‘‘buffo’’, figura cómica que canta con una música ágil.

## Principales libretistas
- Louis Anseaume
- Jean-François Cailhava de L'Estandoux
- Charles Collé
- Desfontaines-Lavallée
- Desforges
- Claude-Joseph Dorat
- Barthélemy-Christophe Fagan
- Charles-Simon Favart
- Jean-François Marmontel
- Alexis Piron
- Michel-Jean Sedaine
- Jean-Joseph Vadé
- Claude-Henri de Fusée de Voisenon

## Principales compositores
- Pierre Montan Berton
- Adolphe Benoît Blaise
- Georges Bizet
- Nicolas Bochsa
- Luigi Cherubini
- Nicolas Dalayrac
- Antoine Dauvergne
- Nicolas Dezède
- Gaetano Donizetti
- Egidio Romualdo Duni
- Christoph Willibald Gluck
- François-Joseph Gossec
- André Ernest Modeste Grétry
- Jean-Joseph Cassanéa de Mondonville
- Pierre-Alexandre Monsigny
- François-André Danican Philidor
- Niccolò Piccinni
- Antonio Sacchini
- Gaspare Spontini